# HD 148897
HD 148897, s Геркулеса (лат. s Herculis) — двойная звезда в созвездии Геркулеса на расстоянии приблизительно 670 световых лет (около 205 парсек) от Солнца. Видимая звёздная величина звезды — +5,25m. Возраст звезды определён как около 3,15 млрд лет.

## Характеристики
Первый компонент — жёлтый гигант спектрального класса G8,5IIICN-2CH-1Fe-1, или G8III, или G5. Масса — около 2,096 солнечных, радиус — около 45,4 солнечных, светимость — около 581,451 солнечных. Эффективная температура — около 4180 K.
Второй компонент — коричневый карлик. Масса — около 22,11 юпитерианских. Удалён в среднем на 1,914 а.е..